# Ren Chengyuan
Dans ce nom, le nom de famille, Ren, précède le nom personnel.
Ren Chengyuan, née le 20 septembre 1986 dans la province du Jiangsu, est une coureuse cycliste chinoise spécialiste de VTT cross-country.

## Palmarès

### Jeux olympiques
- Pékin 2008
  - 5e du cross-country

### Coupe du monde de VTT cross-country
- 2007 : Vainqueur de 1 manche
- 2008 : Vainqueur de 1 manche
- 2009 : Vainqueur de 1 manche
- 2011 : Vainqueur de 1 manche

### Championnats d'Asie
- 2005
  -  Championne d'Asie de cross-country
- 2006
  -  Championne d'Asie de cross-country
- 2007
  -  Médaillée d'argent du cross-country
- 2008
  -  Championne d'Asie de cross-country
- 2009
  -  Championne d'Asie de cross-country
- 2010
  -  Championne d'Asie de cross-country
- 2014
  -  Championne d'Asie du relais mixte
  -  Médaillée de bronze du cross-country
- Malacca 2015
  -  Championne d'Asie de cross-country
- Chainat 2016
  -  Championne d'Asie de cross-country
  -  Médaillée d'argent du relais mixte